# 康普頓 (阿肯色州)
康普頓（英語：Compton）是位於美國阿肯色州牛頓縣的一個非建制地區。該地的面積和人口皆未知。

## 地理
康普頓的座標為36°05′48″N 93°18′10″W / 36.09667°N 93.30278°W，而該地的平均海拔高度為660米（即2165英尺）。